# Arabesc

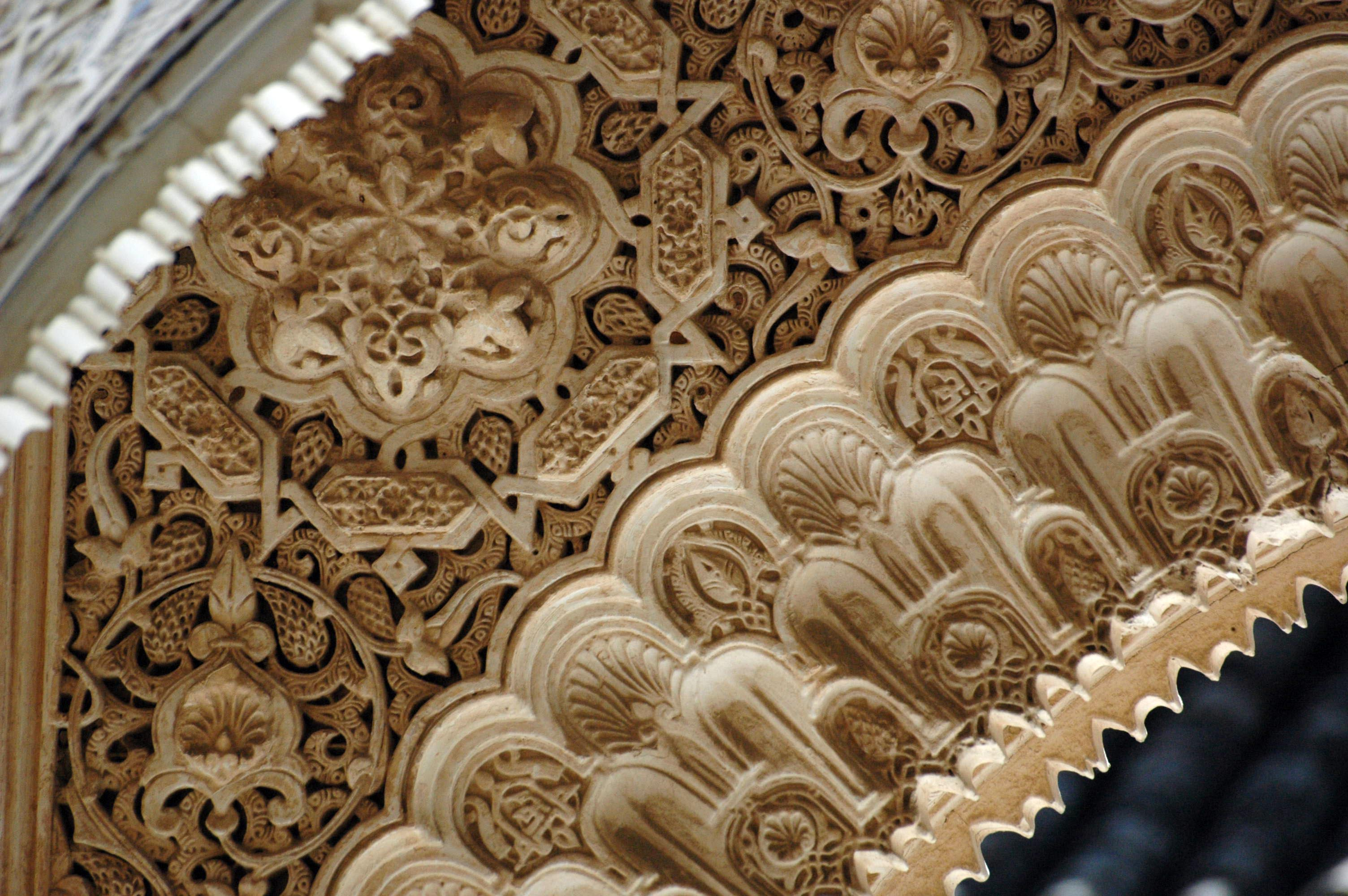
Detall de l'Alhambra de Granada

Un arabesc és un motiu artístic ornamental molt desenvolupat en l'art islàmic que es fa servir normalment en els edificis. Sol estar format per sanefes que recorden motius vegetals (sobretot fulles i flors). Per les seves formes corbes, de vegades inclouen cites de l'Alcorà entre els dibuixos. El seu nom és degut al fet que recorda la cal·ligrafia àrab i aquest poble el va utilitzar molt en les seves construccions medievals. El seu origen, però, és anterior, ja que es poden trobar arabescs als temples assiris.